# Sofía Cairó
Sofía Cairó (Buenos Aires, 8 de outubro de 2002) é uma jogadora de hóquei sobre a grama argentina.

## Carreira
Cairó é integrante da seleção argentina feminina de hóquei em campo desde 2022, com a qual conseguiu a medalha de ouro nos Jogos Pan-americanos de 2023.
Nos Jogos Olímpicos de Verão de 2024, em Paris, conquistou a medalha de bronze no torneio feminino do hóquei sobre a grama, após vencer confronto contra a equipe belga por pênaltis.